# 布朗-博韦里股份公司
布朗-博韦里股份公司（英語：Brown, Boveri & Cie，简称BBC）是瑞士一家电机工程公司，由瑞士工程师查尔斯·尤金·兰斯洛特·布朗（Charles Eugene Lancelot Brown）与瓦尔特·博韦里（Walter Boveri）于1891年合伙创立，公司位于瑞士巴登。BBC早期制造电气设备包括电力机车用牵引电动机和发电设备，供应欧洲铁路系统，后来又涉足蒸汽轮机、燃气轮机、变压器、涡轮增压器等领域。1987年8月，布朗-博韦里股份公司与瑞典通用电气公司（ASEA）合并，共同成立联合持股的ABB集团（Asea Brown Boveri），双方各持50%股份。

## 参看
- ABB集团
- 瑞士经济